# Cyberforsvaret

Wappen der Cyberforsvaret

Cyberforsvaret ist der Name der Einheit, die elektronische Infrastruktur für die Norwegischen Streitkräfte bereitstellt. Gegründet wurde die Cyberforsvaret am 18. September 2012. Vorgänger war die Forsvarets informasjonsinfrastruktur.

## Organisation
- Cyberforsvarsstaben (CST) – Generalstab[6]
  - Operasjonsavdelingen (Operationen)[6]
  - IKT-ledelse (Informations- und Kommunikationsmanagement)[6]
  - Sikkerhetsavdelingen (Sicherheitsabteilung)[6]
  - Plan- og utviklingsavdelingen (Planung und Entwicklung)[6]
  - Støtteavdelingen (Unterstützung)[6]
- Cyberforsvarets IT-avdeling (CIT) – Mit 400 Soldaten[6]
- Cyberforsvarets CIS-regiment (CCR)[6]
- Cybersikkerhets-senteret (CSS) – Cybersicherheitszentrum[6]
- Cyberforsvarets base- og alarmtjenester – Stützpunkt- und Alarmdienst[6]

## Kommandeur
- Generalmajor Roar Sundseth 2012 bis 2013[4], Erster Kommandeur und auch Kommandeur der Forsvarets informasjonsinfrastruktur[7]
- Generalmajor Odd Egil Pedersen ab 15. November 2013[8][4]
- Generalmajor Inge Kampenes 2017 bis 2022[9][10][11]
- Generalmajor Halvor Johansen – seit 2022 (Stand 6/2025)[12][13][14][15]

## Sersjantmajor
Der Sersjantmajor der Cyberforsvaret ist der oberste Unteroffizier der Einheit
- Per Gøran Wilhelmsen bis 2023, erster Sersjantmajor[16]
- Frode Tørres – seit 2023 (Stand 6/2025)[14][15][17][18][16]

## Lohn
Zum 1. Januar 2023 betrug der Jahreslohn von Halvor Johansen 1.248.112 Krone und von Per Gøran Wilhelmsen 888.200 Krone.